# Грёзы Февра
«Грёзы Февра» (англ. Fevre Dream) — роман американского писателя Джорджа Рэймонда Ричарда Мартина, впервые опубликованный в 1982 году издательством Poseidon Press. В России роман опубликовало издательство АСТ в 2002 году. В 1983 году роман номинировался на премию «Локус» и Всемирную премию фэнтези.
Действие книги происходит в середине XIX века в США, в нижнем течении реки Миссисипи. Разорившийся речной капитан Эбнер Марш получает от таинственного богача Джошуа Йорка предложение, от которого не может отказаться: на деньги Йорка Марш строит корабль своей мечты, пароход «Грёзы Февра», самый роскошный и быстрый на реке. Единственное требование Йорка состоит в том, что корабль совершит первое плавание вверх по Миссисипи.
Однако во время плавания Марш открывает для себя много нового. Во-первых, выясняется, что Йорк, равно как и его друзья, плывущие пассажирами на судне, ведет очень странный образ жизни — он спит днем и выходит на палубу только по ночам. Во-вторых, Йорк явно кого-то ищет — он то и дело сходит с корабля на берег, возвращаясь через длительное время. Команда корабля недовольна странностями их нанимателя, среди матросов распространяются слухи, что Йорк — демон. Однажды Эбнер Марш, сильно сдружившийся с Джошуа за время плавания, припирает его к стене, и Йорк рассказывает ему правду.
Правда состоит в том, что Джошуа Йорк — вампир. Вампиры — отдельная раса, лишь внешне схожая с людьми. Разница определяется только биологией: у вампиров есть дополнительный желудок для переваривания крови, они быстрее и сильнее людей, и, к тому же, отлично видят в темноте. Также вампиры обладают врожденным долголетием и не обладают никакими описанными в людских книгах магическими способностями. Они — просто ветвь человечества, отделившаяся от людей несколько сот тысяч лет назад. Кроме того, вампиров на земле очень мало — люди много лет подряд ненавидели и истребляли их.
Джошуа Йорк — один из последних вампиров в Европе. Он сравнительно молод — ему только семьдесят лет. Будучи гуманным и широко образованным, он потратил несколько десятилетий для разработки сыворотки, отбивающей у вампиров жажду человеческой крови. По мнению Йорка, люди и вампиры должны жить в мире и согласии, не убивая друг друга. Джошуа изобрел красное вино из виноградного спирта и овечьей крови, которое действует именно так, как должна действовать искомая сыворотка. До визита в Америку он нашел всех европейских вампиров и убедил их в своей правоте. Находящиеся на «Грезах Февра» вампиры каждую ночь пьют вино, и потому не несут никакой угрозы людям. Сейчас Йорк ищет своих соплеменников, которые несколько сот лет назад отплыли на каравеллах в Америку. Он хочет спасти их, поскольку знает, что люди однажды найдут их и убьют.
Параллельно рассказывается вторая линия романа. В окрестностях Нового Орлеана живет диаспора вампиров, тех самых, которых ищет Джошуа Йорк. Предводителем диаспоры является Дэймон Джулиан, старейший вампир Земли. Дэймон, в отличие от Джошуа, рассматривает людей исключительно как мясной скот, созданный на потребу вампирам. Подчиненные Дэймона похищают со всей округи девушек и женщин, чтобы потом убить и съесть их. В этом им помогает человек по имени Билли Типтон, мечтающий стать вампиром. Именно он доставляет Дэймону обреченных на смерть людей.
Прибыв в Новый Орлеан, Джошуа вступает в прямые переговоры с Дэймоном. Вампиры обладают врожденными гипнотическими способностями, именно по степени способностей стоится их иерархия, и Джошуа, будучи сильнейшим в своем клане, верит, что сумеет подчинить себе Дэймона. На деле же оказывается иначе: Джулиан, умудренный тысячелетним опытом, легко побеждает и подчиняет Джошуа. Дэймон Джулиан отдает приказ убить на корабле всех людей, знающих правду о вампирах. Джошуа, отчаянно сопротивляясь, не делает ничего подобного, но призывает своего друга Марша немедленно бежать с корабля. Билли Типтон убивает в поединке корабельного боцмана, став, таким образом, капитаном. «Грезами Февра» отныне управляют Дэймон Джулиан и Билли Типтон.
Прошли годы, счастливо спасшийся Эбнер Марш сильно постарел. Но однажды к нему приходит сообщение от Джошуа Йорка: Йорк, во имя старой дружбы, просит Марша помочь ему. Выясняется, что жена Йорка ждет ребенка. Произошло невероятное — вампиры впервые за всю свою историю зачали плод без предварительного убийства нескольких человек. Йорк, понимая, что такое не было бы возможно без его вина, умоляет друга прийти на корабль «Грезы Февра», чтобы оказать ему помощь в уничтожении Дэймона Джулиана. Если Джулиан умрет, это, наконец, освободит остальных вампиров, совершенно уже не желающих пить кровь и убивать людей.
Поднявшись на палубу вконец обветшавшего и проржавевшего корабля, герои романа встречаются с Билли Типтоном, превратившимся за это время в кошмарное подобие человека, никогда не выходившего на свет. Марш, отражая ножевую атаку Билли, стреляет из двустволки ему в живот и грудь, перебивая позвоночник. Идя дальше, Джошуа и Эбнер подвергаются нападению Джулиана: он прыгает на них с люстры, и, обладая обычной для вампиров силой и быстротой, ломает капитану правую руку. После чего дает ультиматум: Джошуа Йорк будет сидеть на солнце до самого вечера, иначе капитан умрет. И капитан, и Йорк прекрасно понимают, что это — смертный приговор: за пять часов на солнце вампир обгорит и ослабеет, а ночью на палубу выйдут подчиненные Джулиану вампиры, для которых однорукий Марш — не противник.
Однако через два часа в каюту вползает человек. Это — Билли Типтон, умоляющий Дэймона завершить преобразование и сделать его вампиром. Дэймон откровенно смеется над Билли, объясняя ему, что между человеком и вампиром — пропасть, и все его обещания были ложью. Разъяренный Билли, умирая, бросает нож, вгоняя лезвие в глазницу предводителя вампиров. Марш, пользуясь случаем, стреляет из ружья, разворотив Джулиану грудь. Но такой выстрел не может убить вампира. Джулиан встает и приказывает Джошуа убить Марша. Джошуа подчиняется. Марш вспоминает, что гипнотическая сила вампиров усиливается, если им причиняют боль, и стреляет дробью в подмышку Джошуа. Джошуа, вопя от боли, сходится в поединке с Дэймоном, и побежденный Дэймон падает перед ним на колени. Марш, приставив ружье к виску Джулиана, убивает вампира выстрелом в голову. Джошуа, выдержав сильнейшую борьбу с инициированной раной жаждой крови, берет из рук Эбнера бутылку своего вина, распивая ее вместе с капитаном.
Конец романа отстает от начала на много лет. На берегу Миссисипи есть могила капитана Эбнера Марша. Каждый год, в одну и ту же ночь, к ней приходит мужчина, которого сопровождают жена и дети. Они кланяются могиле, кладут на нее цветы, стоят перед ней до утра, а потом уходят.